# Banlieue 13
Banlieue 13 (of kort B13), is een Franstalige actiefilm die in 2004 uitgekomen is. De regisseur is Pierre Morel en de producent Luc Besson.
De film valt op vanwege de vertoning van parkour in een aantal stuntscènes die gedaan werden zonder gebruik van veiligheidsdraden of computergegenereerde effecten. Hierom werd de film vergeleken met de populaire Thaise film Ong-Bak die ook door parkour geïnspireerde achtervolgingen toont. In de hoofdrol speelt Cyril Raffaelli die zelf stuntman is geweest en bedreven is in kungfu en parkour. Ook David Belle, de grondlegger van parkour, speelt in de film een van de hoofdpersonages. De regisseur, Pierre Morel, had voordien gewerkt als cameraregisseur wat terug te zien is in de eigenzinnige manier waarop de stunts in beeld gebracht zijn.

## Verhaal
De film gaat over een criminele buitenwijk van Parijs (banlieue 13) die een groot probleem vormt voor de overheid en niet meer onder controle te houden is en daarom volledig ommuurd wordt tot een modern getto. Op een gegeven moment steelt de belangrijkste criminele organisatie in de wijk een grote bom. Een geheim agent (Cyril Raffaelli) wordt er samen met een onterecht opgepakte bewoner van de wijk (David Belle) op uit gestuurd om de bom te ontmantelen. Echter, zonder dat de geheim agent ervan op de hoogte is, zal de code die hij gekregen heeft de bom activeren in plaats van ontmantelen. Het doel hiervan is dat de bom de hele wijk van de aardbodem af zal vegen, zodat het stadsbestuur van de problemen af zijn. Dit wordt net op tijd ontdekt en de ware aard van de verantwoordelijke politicus wordt wereldkundig gemaakt.